# Pat Kirkwood (pilote automobile)
Pour les articles homonymes, voir Pat Kirkwood.
Statistiques en NASCAR Cup Series
Dernière mise à jour : 24 novembre 2017 
Patrick "Pat" Kirkwood (22 décembre 1927 à Fort Worth, Texas - 9 février 2001) est un ancien pilote NASCAR entre 1949 et 1957.

## Carrière

### Pilote
Kirkwood participe à la première saison de ce qui est maintenant connu comme la NASCAR Cup Series. Il a parcouru 1479 tours de piste et 3 099,1 milles (3 057,1 km) de courses de stock-car au cours de sa carrière.
En moyenne, Kirkwood a commencé et terminé une course à la 15e place avec un gain de carrière total de 3 290 $ (28 054,66 $ après ajustement pour tenir compte de l'inflation). En 1956, il termine 33e du classement général de la saison et l'année suivante 178e. Bien qu'il n'ait jamais gagné une course ou un championnat, Kirkwood court dans la NASCAR pendant son ère non régulée et fortement non sponsorisée. Le financement pour les équipes et les pilotes était si faible à l'époque qu'aucune des équipes ne pouvait courir dans les huit courses de la saison 1949 de la NASCAR Strictly Stock.

### Propriétaire
Kirkwood a brièvement été propriétaire en NASCAR. Il avait ses propres véhicules de course dans une course de la saison 1949 et dans quatre courses de la saison 1952. Les véhicules sous sa propriété ont réussi à finir deux fois dans le top dix, deux fois dans les cinq premiers, une pole position, 764 tours de course et 971,9 miles (1 564,1 km) parcourus. Avec un départ moyen à la 14e place et une arrivée moyenne de à la 15e place, les véhicules de Kirkwood se situaient en milieu de tableau.